# Чемпіонат України з хокею серед жінок 2018—2019
Чемпіонат України з хокею серед жінок 2018—2019 — 3-й чемпіонат України з хокею серед жінок. У чемпіонаті брали участь три клуби.

## Учасники
- «Автомобіліст» (Київ)
- ХК «Пантери» (Харків)
- ХК «Україночка» (Київ)

## Перший етап
| 1 | ХК «Пантери»          | 12 | 9 | 1 | 1 | 1  | 30 |
| 2 | ХК «Україночка»       | 12 | 7 | 1 | 1 | 3  | 24 |
| 3 | «Автомобіліст» (Київ) | 12 | 0 | 0 | 0 | 12 | 0  |

## Фінал
|              | Серія |                 | 1   | 2       | 3   | 4   |
| ХК «Пантери» | 1:3   | ХК «Україночка» | 4:5 | 4:3 Бул | 2:3 | 1:2 |